# Катрін Паутс
Катрін Паутс (ест. Katrin Pauts, нар. 25 серпня 1977, Мугу) — сучасна естонська письменниця та журналістка, прозаїк-фрілансер, сценарист і редактор, яка видала сім книжок протягом чотирьох років.

## Життєпис
Катрін Паутс закінчила середню школу в Оріссааре в 1995 році. Після цього три роки вивчала історію в Тартуському університеті, але не закінчила навчання. Згодом почала кар'єру як журналістка, кілька років працювала в Õhtuleht, найбільшій таблоїдній газеті Естонії, яка є позапартійним та незалежним виданням. Також виступала на естонському телебаченні. Була головним редактором документального реаліті-фільму «Топ-модель Естонії», заснованого на базі проекту «Наступна топ-модель Америки». Зараз вона знову живе на Мугу.

## Політична діяльність
На виборах 2023 року Катрін Паутс балотувалася до Рійгікогу за списком Центристської партії, набрала 82 голоси у виборчому окрузі № 5 (Гіюмаа, Ляенемаа та Сааремаа), але не була обрана.

## Творчість
Паутс дебютувала у 2016 році двома кримінальними романами, які були опубліковані один за одним, отримавши позитивний відгук. Один критик провів паралелі зі скандинавською кримінальною літературою і відзначив у ній рівноправну колегу Індрека Гарґла. Дія романів Паутс відбувається в сільському середовищі, що приносить новий аспект естонській кримінальній літературі. У 2021 році вона опублікувала збірку оповідань, яка отримала схвалення критиків і була порівняна з книгою Вернера Берґенґрюна «Смерть у Ревелі» (1939).
Крім детективів, вона написала автобіографічну книгу Minu Muhumaa (2018) про своє дитинство, як росла небажаним аутсайдером на маленькому та ксенофобному острові, де майже кожен житель так чи інакше пов’язаний з іншим. Книга була прийнята неоднозначно, оскільки тема вважається табуйованою.
Дія її останньої книги «Моє таємне життя»  (Minu salajane elu, 2019) відбувається в Празі. Паутс неодноразово була в місті. Письменниця вважає Прагу ідеальним місцем для внутрішньої боротьби людини. Більше того, вона бачить багато зв’язків і подібностей між чеською та естонською культурою та особливо літературою. Наприклад, німецький вплив, комунізм, Оксамитова революція в Чехії та Співоча революція в Естонії.
«Коротко кажучи, це книга про подорож до чужого міста, щоб знайти себе, але натомість я знайшла Володимира Макуру», - пояснює Катрін Паутс. Він був письменником і перекладачем, одним із засновників Балтійського Союзу, попередника сучасного Чесько-Естонського клубу.
В грудні 2023 року письменниця розкритикувала існуючу систему фінансових винагород для письменників, як несправедливу та неефективну.
Крім романів, також займається живописом, створюючи аматорські картини. Одним з улюблених образів є коти, як вільні та незалежні істоти. Під час коронавірусної кризи, живопис став для Катрін Паутс як джерелом натхнення, так і додатковим підробітком.

## Твори
- Politseiniku tütar. Saaremaa põnevik («Дочка поліцейського. Кримінальний трилер Сааремаа»). Tallinn: Varrak 2016. 309 S.
- Tulekandja. Muhumaa põnevik («Вогненосець. Кримінальний трилер Мугу»). Tallinn: Varrak 2016. 259 S.
- Öömees («Нічна людина»). Tallinn: Rahva raamat 2017. 263 S.
- Hull hobune («Скажений кінь»). Tallinn: Varrak 2018. 230 S.
- Marduse tänav. Romaan teleseriaali «Nukumaja» ainetel ("Вулиця Мардузе. Роман за матеріалами телесеріалу «Ляльковий дім»). Tallinn: Varrak 2018. 255 S.
- Tallinna tume. Tavaliste inimeste väikesed nurjatused(«Таллінн темний. Маленькі лиходійства простих людей»). Tallinn: Varrak 2021. 196 S.